# Крістоф Шнайдер
Крістоф Шнайдер (Christoph Schneider) ( 11 травня 1966, Східний Берлін) — німецький музикант та барабанщик гурту Раммштайн (Rammstein).
Першу барабанну установку зібрав сам. Працював у телефонній компанії. Єдиний з Rammstein, хто служив у армії. Чудово говорить англійською, чого навчився, слухаючи радіо і дивлячись MTV. Боїться висоти. Крім музики займається видавничою справою, полюбляє важку музику.

## Біографія
Народився 11 травня 1966 року в Панкові, у Східному Берліні, Німецькій Демократичній Республіці. Батько - Мартін Шнайдер - був постановником, оперним режисером, згодом викладачем в Берлінському університеті мистецтв, мати — викладачем музики в музичному коледжі Hanns Eisler. У Шнайдера є сестра, Констанс, на два роки молодша Крістофа, займається дизайном одягу. Вона ж, перший час, створювала костюми для молодого і маловідомого секстета. В 1984 пішов на службу в армію. Захоплення музикою почалося з того, що батьки захотіли, щоб син став музикантом і віддали його до музичної школи. Там Крістоф Шнайдер, якому було запропоновано на вибір труба, кларнет і тромбон, зупинив свій вибір на трубі. Однак його завжди зачаровувала гра ударників. І він зайнявся грою на барабанах, вивчаючи всі тонкощі цього мистецтва самостійно, спочатку на саморобній установці, створеної вдома з консервних банок і відер, а пізніше, в 14 років він купив собі першу установку. Після чого батьки, прихильники класичної музики, активно чинили опір історично значимому для всієї світової музики рішенню майбутнього геніального барабанщика перейти до ударних, але пізніше остаточно заспокоїлися і практично схвалили захоплення сина. Свою професійну діяльність Шнайдер почав у дворових групах, де виступав разом з друзями. Крістоф Шнайдер хотів професійно навчитися грі на барабанах, але провалив вступний тест. З ударними він впорався, а ось фортепіано, спів і нотна грамота його підвели. Таким чином, не отримавши належної освіти, Шнайдер самостійно опанував всі премудрості гри на ударних, орієнтуючись на улюблену музику.
Крістоф — єдиний учасник Rammstein, кому довелося послужити в армії. Повернувшись на громадянку, працював у телекомунікаційній компанії, а також різноробочим, потім два роки вантажником на гірській метеостанції. Спустившись з гір, повернувся до музики і грав на барабанах у складі все тієї ж Die Firma. Був ударником у групах Keine Ahnung, Frechheit, Die Firma, де грав разом з Ріхардом Круспе, Feeling B. В останній Шнайдер познайомився з Паулем Ландерсом та Крістіаном Флаке Лоренцом, майбутніми колегами в Rammstein. У Feeling B Шнайдер грав в період з 1990 по 1993 роки.

Говорить англійською терпимо, головне довго прислухатися і не звертати увагу на всякі там «Ай Синк». Вивчив мову сам, слухаючи радіо і переглядаючи англомовні телепередачі. Був одружений тричі, про першу дружину відомостей немає. У 2005 році одружився з Регіною Гізатулліною, перекладачкою з Росії. Розлучився в 2010 році. В 2014 році одружився з Ульріке Шмідт, німецьким психологом. Мають троє дітей, народжених у 2013, 2015 і 2020 роках.

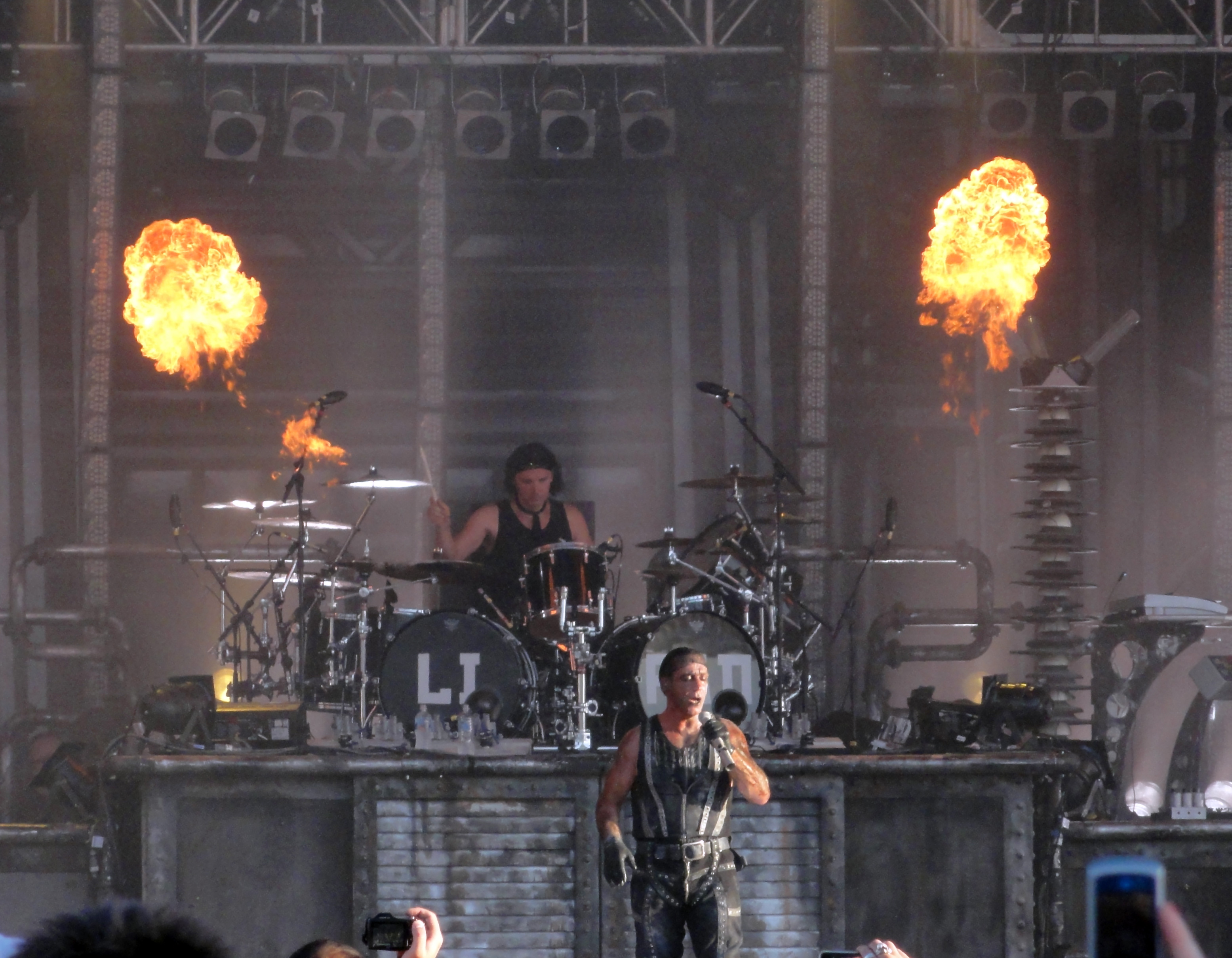
Крістоф Шнайдер за Тіллєм Ліндеманном. Liebe ist für alle da тур.

## Особливі прикмети
Ріст 193 см, вага 85 кг. Колір очей — блакитний. Колір волосся-каштановий (природний).
Негативно ставиться до власного імені, воліючи, щоб його називали на прізвище або використовували прізвисько Doom, яке в англійській мові має значення «рок, загибель, доля, фатум», в німецькій мові аналогів не має. Однак сам Шнайдер говорив, що в основу його прізвиська була покладена культова комп'ютерна гра. Історія, насправді, більш ніж прозаїчна. Необхідно було підібрати інше ім'я для агентства, позаяк Крістоф Шнайдер — ім'я дуже поширене у світі мистецтва. Тому «мозок» колективу, Пауль Ландерс, запропонував додати до імені ударника Doom, назва дуже улюбленої всіма учасниками Rammstein гри. Шнайдер не заперечував. З тих пір не вщухають суперечки щодо перекладу даного прізвиська.
З музичних уподобань AC / DC, Deep Purple, Led Zeppelin, Dimmu Borgir, Ministry, Motörhead, Meshuggah. Особливий вплив на нього як на ударника мав драммер AC / DC, Філ Радд. Загалом Шнайдер надає перевагу важкій музиці, але відомо, що слухає все, що здається йому цікавим в цей час, наприклад Coldplay або Мадонну, також не нехтує й електронною музикою.

## Обладнання
- Тарілки Sabian[1]
- Тарілки Meinl серій Soundcaster Custom і Byzance (використовував до 2009)[2]
- Ударна установка Sonor і Remo[3]
- Барабанні палички Vic Firth SCS (Christoph Schneider)[4]
- Педалі
- Мікрофони
- Перкуссивний програвач семплів Roland SPD–SX

Також використовує метроном, який під'єднано до вушних моніторів.